# Weinbau in Idaho
Weinbau in Idaho  bezeichnet den Weinbau im amerikanischen Bundesstaat Idaho. Gemäß US-amerikanischem Gesetz ist jeder Bundesstaat und jedes County per definitionem eine geschützte Herkunftsbezeichnung und braucht nicht durch das Bureau of Alcohol, Tobacco, Firearms and Explosives als solche anerkannt zu werden.
Nachdem die Reblaus, der Mehltau (Echter Mehltau und Falscher Mehltau der Weinrebe) und später die Wirtschaftskrise den Winzern stark zusetzten, kam wie fast überall in den Vereinigten Staaten der Weinbau trotz einer Weinbaugeschichte seit den 1860er Jahren spätestens durch die Alkoholprohibition zum Erliegen. Seit den 1970er Jahren befindet sich Weinbau in einer Phase des Aufschwungs.
Idaho hat ein semi-kontinentales Klima mit deutlich maritimem Charakter. Allerdings sind die Winter mit Temperaturen deutlich unter null Grad Celsius seit den 1970er Jahren eher selten. Die Sommer sind dagegen – vor allem im Süden des Staates – warm. Insbesondere im Sommer sind die Temperaturdifferenzen zwischen Tag und Nacht sehr ausgeprägt. Diese Temperaturdifferenzen sind einer guten Weinqualität förderlich. Die Weinberge liegen meist auf einer Höhe von 450 bis 500 m ü. dem Meer und verteilen sich in Hanglagen am Fuße der Rocky Mountains.
Nachdem zu Anfang des Neubeginns mit den Rebsorten Riesling, Chenin Blanc, Chardonnay und Gewürztraminer frühreifende Sorten gewählt wurden, setzen die Winzer zurzeit eher auf Anpflanzungen der französischen Rebsorten Cabernet Sauvignon, Merlot und Syrah, die in den wärmeren Anbaugebieten von Bordeaux und Rhône zuhause sind.
Im Jahr 2006 wurde eine bestockte Rebfläche von 490 Hektar erhoben. Die entsprach einer Steigerung um 85 Prozent im Vergleich zum Jahr 1999.